# Paranomada velutina
Paranomada velutina là một loài Hymenoptera trong họ Apidae. Loài này được Linsley mô tả khoa học năm 1939.